# 长安寺 (八大处)
长安寺位于北京市石景山区觉山（俗称“虎头山”）脚下，为八大处第一处，是一座汉传佛教寺院。
长安寺的位置在觉山（虎头山）东侧的平地上，位于八大处公园大门以南一里许。

## 历史
长安寺原名“善应寺”，又名“善应长安禅林”，创建於明朝弘治十七年（1504年）。明朝万历年间大学士余有丁称：“寺中四松最奇。门列天兵十、状极诡异。庑下有五百罗汉”《帝京景物略》称，“善应寺，殿佛不结趺，高几危坐，仪如中土，两庑塑罗汉五百，穿崖踏海，游戏极态。”寺中原有五百罗汉塑像，形象生动，乃仿获明宣宗赐名“昊不信”的一位画匠於昌化寺绘制的壁画而作。
清朝顺治十六年（1659年）由某居士捐资修葺。清朝康熙十年（1671年），礼部尚书龚鼎孳主持重修。龚鼎孳撰碑记称，寺院殿宇“规模宏丽，表表杰出。”
长安寺旧日以奇花和名树而闻名，山门前的汉白玉台阶两侧，现存古玉蘭、紫薇等花木。寺院的后院内，有两株据传种植于元朝的白皮松，被誉为“松树大仙”。 
中华人民共和国成立初，自1950年代末起，长安寺为北京军区部队使用。文化大革命期间，长安寺被毁坏，各殿佛像及法器荡然无存，寺内还住进了居民。文化大革命结束后，占用长安寺的各单位及居民开始陆续迁出，但仍有部分居民一直居住。1980年代初，长安寺归八大处公园管理。1978年至1980年期间，长安寺进行了大规模维修，对殿宇进行了修缮，并在前院种植了一株金丝木瓜。后来又先后进行过小规模维修。
1988年，八大处公园管理处取得了长安寺的产权。2002年，八大处公园管理处在北京市石景山区人民法院起诉居住在长安寺的杨某等一家祖孙三代共8人，要求他们立即腾退居住使用的长安寺内的4间古建筑房屋。杨某等8人称，他们是北京市正式居民，是空军军属，于文化大革命期间被部队安排住进长安寺。经过法院调解，双方达成了调解协议，杨某等8人同意于2002年12月31日前搬出长安寺，八大处公园管理处给予其经济补偿。
自此，长安寺腾退完毕。但因缺乏维修资金，长安寺未能立即得到修缮，2008年北京市人大代表、八大处公园管理处主任王金兰提出了关于“加大对八大处公园文物修缮投资”的建议，八大处被列入《北京市文物建筑修缮保护利用中长期(2008-2015年)规划》。到2011年，长安寺古建筑已全部修缮完毕，同时正在进行为期一年的二期修缮，内容为室内装修和道路改造。由于当时寺内佛像和陈设尚未恢复，故近期不会对游人开放。

## 建筑
长安寺寺门朝东向偏北，整个建筑群分为上、下两进院落，中轴线上由东向西依次为伽蓝殿（山门殿）、三世佛殿、观音殿。此外两侧还有配殿庑房三十多间。上院、下院由三世佛殿左右的两个月亮门相通。
- 伽蓝殿（山门殿）：殿内现在供奉着关公铜像。
- 三世佛殿：又称“释迦殿”，殿内供奉三世佛。殿前有一只明朝铜磬。
- 观音殿：又称“娘娘殿”，殿内供奉观音菩萨。[1][2]